# Miguel Pérez Jr.
Miguel Pérez Jr. (San Juan, 22 maggio 1966) è un wrestler portoricano conosciuto soprattutto per aver combattuto nella World Wrestling Federation con il ring name di Miguel Pérez.

## Carriera
Pérez è il figlio di Miguel Pérez Sr., altro importante wrestler portoricano. Miguel Pérez debutta nel 1985 in un angle con suo padre e nei primi mesi del 1986 inizia un feud con The Crusher. All'evento Aniversario 1986, Pérez sfida Ric Flair per il NWA World Heavyweight Championship.

## Personaggio

### Mosse finali
- Boricua Spike (Three-quarters facelock seguito da un Bulldog o una Jawbreaker

## Titoli e riconoscimenti
- Dominican Wrestling Entertainment
  - DWE World Tag Team Championship (1) con Savio Vega

- International Wrestling Association
  - IWA Hardcore Championship (1)
  - IWA World Tag Team Championship (8) : con Huracán Castillo Jr. (3), Gran Apolo (1), Savio Vega (2), Abyss (1), Bison Smith (1)
  - IWA World Heavyweight Championship (1)

- World Wrestling Council
  - WWC Caribbean Heavyweight Championship (4)
  - WWC Caribbean Tag Team Championship (5) - con Hursacán Castillo, Jr.
  - WWC North American Tag Team Championship (3) - con Hursacán Castillo Jr. (1), Big Red (1), Tony Atlas (1)
  - WWC Puerto Rico Heavyweight Championship (1)
  - WWC World Tag Team Championship (2) - con Hursacán Castillo Jr.

- Wrestling Observer Newsletter
  - Worst Feud of the Year (1997) – vs. Disciples of Apocalypse